# Ensemble baroque de Nice
L'Ensemble baroque de Nice est un ensemble français de musique baroque sur instruments anciens fondé en 1982 et basé à Nice.

## Historique
L'Ensemble baroque de Nice, dirigé par le violoniste Gilbert Bezzina, a été fondé en 1982 ,.
Soutenu depuis sa création par le Conseil Général des Alpes-Maritimes, l’Ensemble est également subventionné par le Conseil Régional Provence-Alpes-Côte d'Azur et la Ville de Nice,.

## Effectif
L'ensemble est composé d’un noyau d’une douzaine de musiciens jouant tous sur instruments anciens,.

## Répertoire
L'Ensemble baroque de Nice se consacre à la redécouverte des chefs-d'œuvre baroques oubliés ou méconnus, en s'appuyant sur une connaissance approfondie des traités d’interprétation des XVIIe et XVIIIe siècles,.
Il s'intéresse particulièrement à la création mondiale ou la reprise d’opéras et d'œuvres lyriques de Vivaldi, Haendel ou encore Alessandro Scarlatti,.

## Distinctions
Les enregistrements discographiques réalisés par l'Ensemble ont souvent été largement salués par la presse spécialisée (Diapason d’Or, 5 Diapason, 4f Télérama, 10 Répertoire, Grand prix de l’Académie du Disque…),.